# Ufo
El Ufo fue un icónico club nocturno, reconocido por introducir el acid house en Berlín, Alemania. Ufo fue pionero en la escena techno berlinesa durante la Reunificación. Entre los residentes del club se incluyen DJs de renombre como Tanith, Jonzon, Rok, Dr. Motte o Mike Van Dijk, además de Kid Paul, quien entonces tenía tan solo 13 años de edad.

## Historia

### Ufo
Los promotores de techno Achim Kohlenberger, Dimitri Hegemann y la ex estudiante de historia Carola Stoiber, fundaron el club Ufo en 1988 en Berlín Occidental, en su primer año estuvo ubicado en el No. 6 Köpenicker Straße, en Kreuzberg,  cerca de Schlesisches Tor en el sótano de un antiguo edificio residencial, que su sello de música electrónica Interfisch había alquilado como sede. Originalmente abrieron el club con el nombre de Fischbüro'.
La sala del sótano tenía una escalera de acceso y una cocina improvisada en el costado del edificio, tenía una altura de techo de tan solo 1.90 m, en un espacio para hasta 100 personas. En 1989, fue sede de la celebración posterior a la fiesta del primer Love Parade.

### Ufo 2
Cuando las autoridades descubrieron la operación ilegal del club de fiestas de acid house, el club se mudó a un antiguo edificio de una tienda en Großgörschenstraße en Schöneberg, justo antes de la caída del Muro en 1989. Mientras tanto, las fiestas de Ufo se organizaban en diferentes lugares y los lugares solían ser dados en pistas ocultas en el programa del sábado The Big Beat presentado por Monika Dietl, de la SFB, una estación de radio para adolescentes de Radio 4U. En enero de 1990, DJ Tanith inició su programa habitual de los miércoles Cyberspace.
Después del cierre del club en 1990, los propietarios abrieron al año siguiente el club Tresor que todavía hoy se considera uno de los clubes de techno más famosos del mundo.